# جزيرة هاربر
جزيرة هاربر (بالإنجليزية: Harper's Island)‏ هو مسلسل غموض رعب أمريكي من بطولة إليان كاسيدي، كريستوفر غورهام، كايتي كاسيدي، كاميرون ريتشاردسن وآدم كامبل. عرض المسلسل على قناة سي بي إس في 9 أبريل 2009.

## روابط خارجية
جزيرة هاربر على موقع IMDb (الإنجليزية)
- جزيرة هاربر على موقع ميتاكريتيك (الإنجليزية)
- جزيرة هاربر على موقع روتن توميتوز (الإنجليزية)
- جزيرة هاربر على موقع ليتربوكسد (الإنجليزية)
- جزيرة هاربر على موقع كينوبويسك (الروسية)
- جزيرة هاربر على موقع ألو سيني (الفرنسية)
- جزيرة هاربر على موقع قاعدة بيانات الفيلم (الإنجليزية)